# 新庄ラジオ中継局
新庄ラジオ中継局（しんじょうラジオちゅうけいきょく）は、山形県新庄市にあるNHK山形放送局と山形放送の中波放送中継局の総称。送信施設としての名称は、NHKが新庄ラジオ中継放送所、YBCが新庄ラジオ送信所であるが、便宜上｢新庄ラジオ中継局｣で記述する。

## 概要
- 当中継局は、新庄市内に置かれ、最上地方の広範囲に電波を発射している。
- YBCラジオは最上地方のほぼ全域で電波が受信できるが、出力の小さなNHKラジオ第1放送は、山間部を中心に受信が厳しい地区が多い。山間部では、出力が大きく、かつ周波数が低い山形親局（宮町ラジオ放送所）の方が良好に受信できる場合があり、最上地方の道路トンネル内で、宮町ラジオ放送所の周波数で路側放送を行っている箇所もある。なお、NHKラジオ第2放送については、隣県のNHK秋田放送局親局でカバーできる場合がある。
- NHKラジオ新庄中継局は、当初は局舎が立てられた有人施設であり、ローカル放送も行っていたが、後に無人化された。

## 中継局概要
| 放送局名         | 周波数  | 空中線電力 | 放送対象地域 | 放送区域内世帯数 | 開局年月日     |
| NHK山形ラジオ第1 | 1341kHz | 100W       | 山形県       | 約-世帯          | 1954年3月26日  |
| NHK山形ラジオ第2 | 1539kHz | 100W       | 全国放送     | 約-世帯          | 1955年10月20日 |
| YBC山形放送      | 918kHz  | 1kW        | 山形県       | 約-世帯          | 1980年11月27日 |

- NHKの呼出符号は、第1放送がJOJS、第2放送がJOJTであったが、1967年11月1日に廃止された。

### 中継局所在地
- NHK…山形県新庄市五日市町字桂堰
- YBC…山形県新庄市金沢字横前

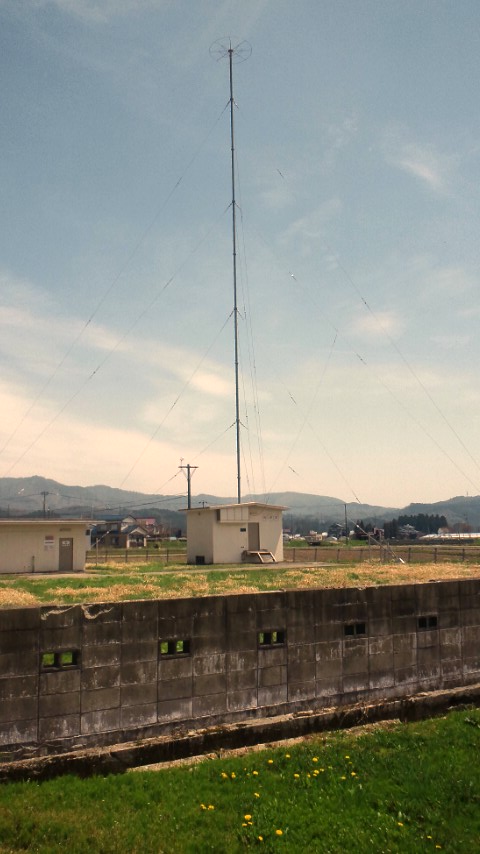
NHK新庄ラジオ中継放送所送信塔全景（2013年5月）
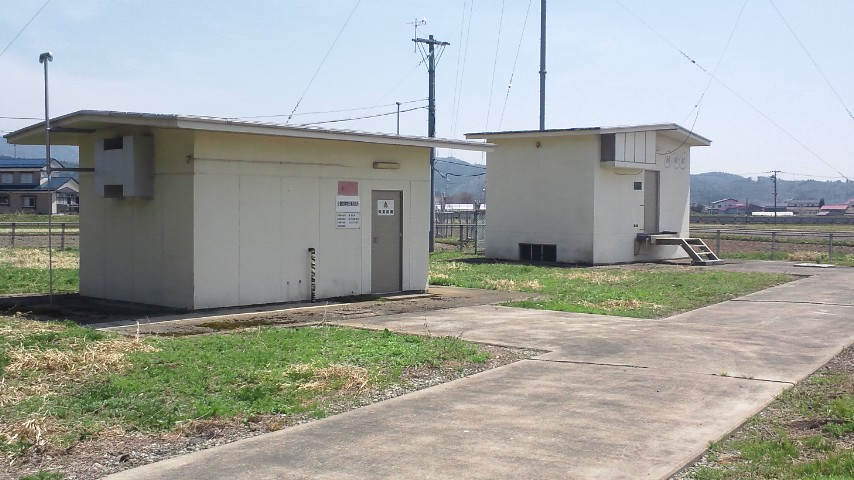
NHK新庄ラジオ中継放送所局舎（2013年5月）
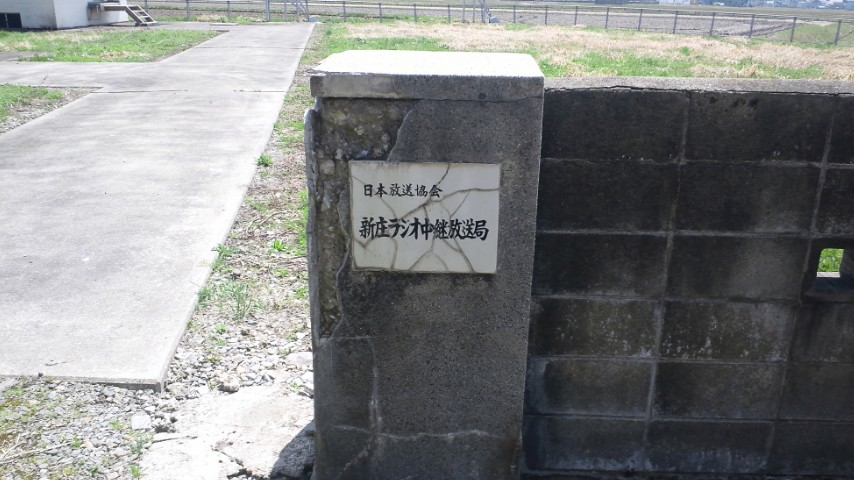
送信所入口に残る門（2013年5月）

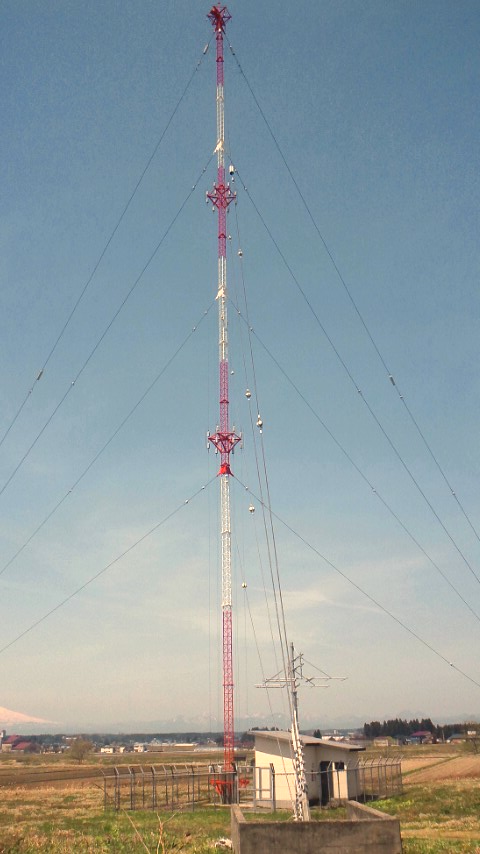
YBC新庄ラジオ送信所送信塔全景（2013年5月）
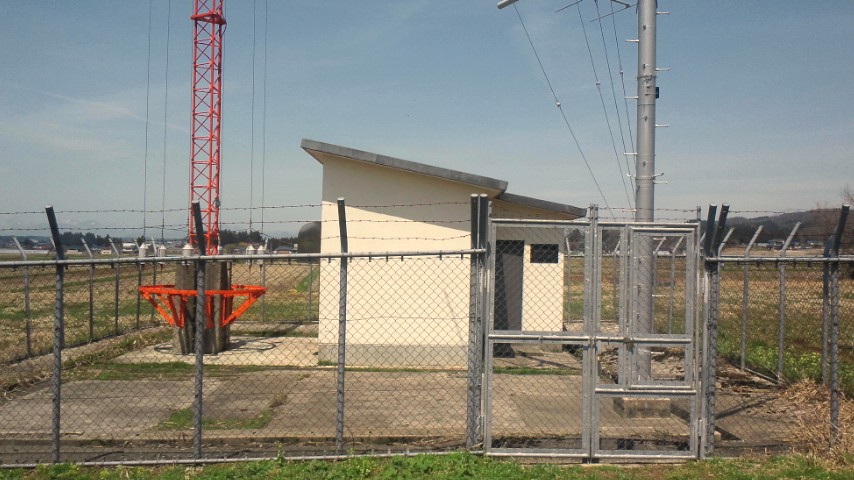
YBC新庄ラジオ送信所局舎（2013年5月）